# Drapeau de l'Ontario
Le drapeau de l'Ontario est proclamé le drapeau officiel de la province canadienne de l'Ontario par la Loi sur le drapeau officiel le 21 mai 1965. Le drapeau est un Red Ensign britannique, avec l'Union Jack dans le canton et l'écu des armoiries de l'Ontario dans le battant.

## Histoire
Avant 1965, c'est le Red Ensign canadien qui flotte sur la législature et les édifices gouvernementaux. Cette année-là, le gouvernement fédéral, après un débat long et acrimonieux, décide de remplacer le Red Ensign avec l'actuel drapeau du Canada. Cette décision est extrêmement impopulaire auprès des ontariens ruraux, qui forment la base politique du Parti progressiste-conservateur du premier ministre John Robarts.
Robarts propose ainsi que l'Ontario ait son propre drapeau et qu'il soit un Red Ensign comme l'ancien drapeau canadien. La seule différence est que l'écu sera celui des armoiries ontariennes, remplaçant celui des armoiries canadiennes. Bien que Robarts insiste pour appuyer l'adoption du nouveau drapeau national, il croit que le Red Ensign est un symbole important qui reflète l'héritage britannique de l'Ontario ainsi que les sacrifices des soldats canadiens sous le Red Ensign.
Les Canadiens sont à l'époque épuisés après le long débat sur le drapeau national, et les chefs du Parti libéral de l'Ontario ainsi que du Nouveau Parti démocratique de l'Ontario se rallient au drapeau. L'unique opposition provient du député libéral Elmer Sopha, complètement opposé au drapeau, arguant qu'il ne reflète pas le caractère diversifié de l'Ontario et qu'il s'agit d'un "drapeau de vengeance" contre le nouveau drapeau national. Toutefois, seulement un autre député se joint à lui pour voter contre le drapeau, le libéral Leo Troy, et le drapeau est adopté par l'Assemblée législative le 17 mars.